# Tadeusz Bigo
Tadeusz Antoni Bigo (ur. 30 marca 1894 w Mielcu, zm. 1 września 1975 we Wrocławiu) – polski prawnik, profesor Uniwersytetu Jana Kazimierza we Lwowie, a po II wojnie światowej Uniwersytetu Wrocławskiego.

## Życiorys
Był synem majstra murarskiego Franciszka (zm. 1905) i Katarzyny z Pazdrowskich. W 1913 zdał egzamin dojrzałości w C. K. Gimnazjum w Mielcu. Podczas nauki w tej szkole był prezesem i sekretarzem czytelni uczniów, przewodniczącym kółka historycznego. Jednocześnie kierował wtedy organizacją „Zet” i „Przebój”, podlegającą „Zarzewiu”.
Ukończył studia na Wydziale Prawa Uniwersytetu Jagiellońskiego. Podczas studiów w Krakowie w 1913 został sekretarzem „Bratniej Pomocy”. Po wybuchu I wojny światowej trafił jako wychodźca do Wiednia, gdzie studiował na Uniwersytecie w Wiedniu. Po powrocie do Krakowa od 1918 kontynuował edukację na UJ. Od 1917 do 1919 był komisarycznym prezesem „Bratniaka”. Na UJ 5 kwietnia 1919 uzyskał doktorat praw.
Początkowo pracował w polskiej administracji samorządowej i państwowej. Pracował w Ministerstwie Rolnictwa i Dóbr Państwowych. W 1920 został referentem w Ministerstwie Spraw Wewnętrznych. W 1922 rozpoczął pracę na Wydziale Prawa i Umiejętności Politycznych Uniwersytetu Jana Kazimierza we Lwowie, gdzie był asystentem przy Katedrze Prawa Administracyjnego prof. Zbigniewa Pazdro. Tam uzyskał 15 czerwca 1928 habilitację z zakresu prawa administracyjnego. Studia uzupełniające odbył we Włoszech (1929) i Niemczech (1930). Od 1935 profesor tytularny. W 1936 zorganizował przy Wydziale Prawa Kurs Prawa Lotniczego UJK, którym kierował do wojny. Z dniem 1 września 1939 objął katedrę uniwersytecką jako profesor nadzwyczajny. W latach 1938–1939 oraz 1946-1947 pracował w Wyższym Studium Nauk Społeczno-Gospodarczych
Pełnił mandat radnego Rady Miasta Lwowa, był wybierany w wyborach samorządowych 1934 (z listy nr 1 prorządowej), 1939 z Listy Chrześcijańsko-Narodowej jako kandydat Obozu Zjednoczenia Narodowego. W radzie był członkiem Polskiego Koła Radzieckiego. Po zaprzysiężeniu na urząd prezydenta Lwowa dr. Stanisława Ostrowskiego, został wybrany delegatem rady do komitetu nagrody historycznej im. Szajnochy. W 1937 został wybrany członkiem zarządu Związku Miast Małopolskich i pełnił tę funkcję do 1939.
3 stycznia 1940 został zwolniony wraz z innymi naukowcami z Uniwersytetu Jana Kazimierza.Po usunięciu z Uniwersytetu podjął się obowiązków rachmistrza we lwowskim Zarządzie Parków Miejskich. Pomiędzy 1942 a 1944 pracował w Biurze Kontroli Miejskiej w Warszawie. Brał udział w tajnym nauczaniu uniwersyteckim na Wydziale Prawa UJK kierowanym przez prof. Kazimierza Przybyłowskiego, wykładając prawo administracyjne i polityczne. Po upadku powstania warszawskiego trafił w 1944 do Krakowa. W 1945 był najpoważniejszym kandydatem do objęcia katedry prawa administracyjnego w Krakowie. Dnia 23 sierpnia 1946 Bolesław Bierut jako Prezydent Krajowej Rady Narodowej wydał dekret mianujący Tadeusza Bigę profesorem zwyczajnym na I katedrze prawa administracyjnego Uniwersytetu Wrocławskiego. W latach 1947–1949 oraz 1951–1954 trzykrotnie był dziekanem Wydziału Prawa, Administracji i Ekonomii. Kierował również Zakładem Administracji Publicznej pracował na Uniwersytecie aż do przejścia na emeryturę 30 września 1964. Pochowany został 4 września 1975 na wrocławskim Cmentarzu Sępolno.

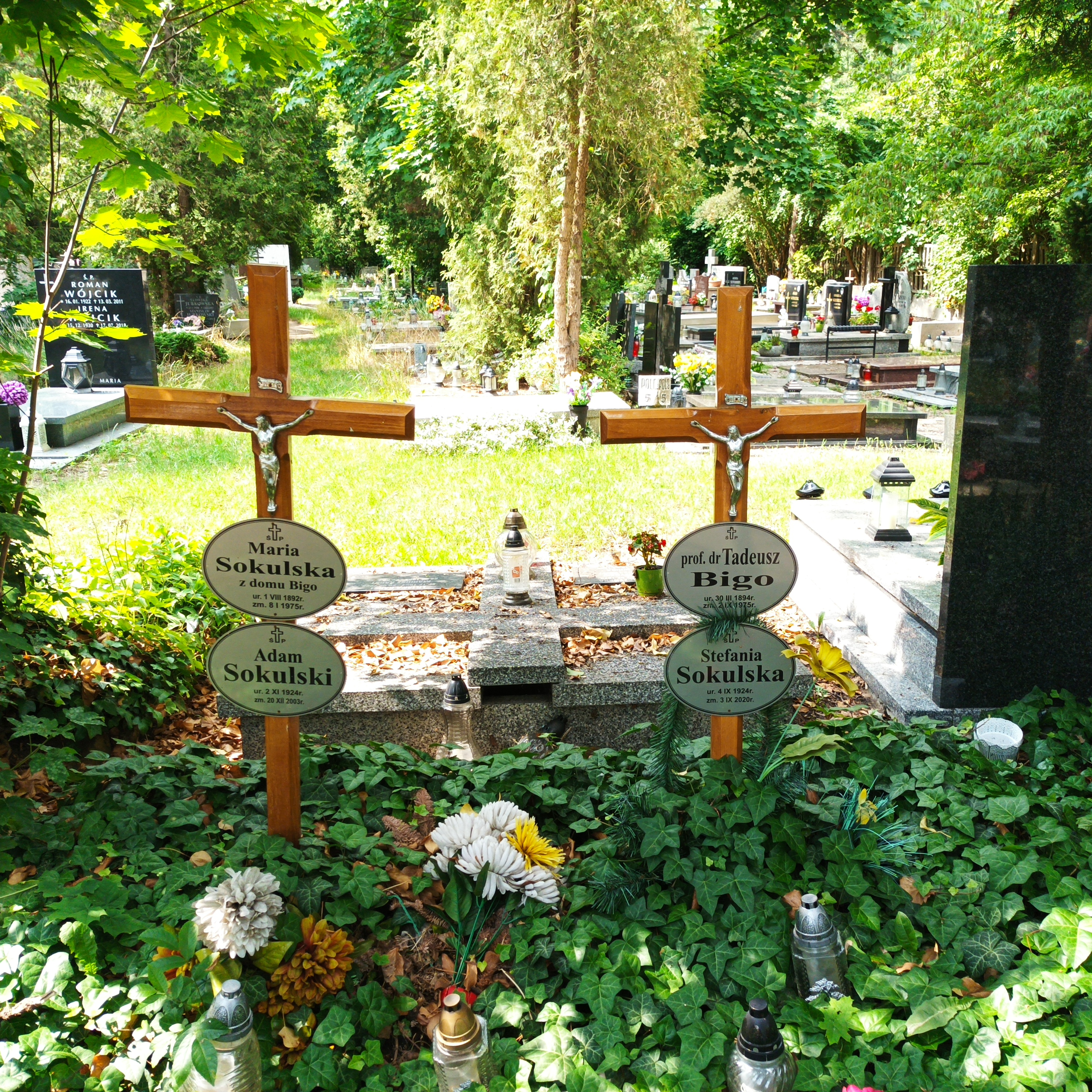
Grób prof. Tadeusza Bigo na Cmentarzu Świętej Rodziny

Specjalista w dziedzinie prawa administracyjnego, a zwłaszcza zagadnień związanych z teorią samorządu terytorialnego. Twórca klasycznej definicji samorządu terytorialnego.

## Publikacje
- Związki publiczno-prawne w świetle ustawodawstwa polskiego (1928),
- Z ustrojowych zagadnień samorządu (1933),
- Stosunki służbowe i organizacyjne asystentów państwowych szkół wyższych (1934),
- Prawo administracyjne: instytucje ogólne (1948),
- Prawo administracyjne (cz. 2–3, 1952)[10].

## Ordery i odznaczenia
- Krzyż Niepodległości (28 grudnia 1933)[11]
- Złot Krzyż Zasługi (11 listopada 1937)[12]